# Deutsche Schule San Sebastián
Die Deutsche Schule San Sebastián (offizieller Name Deutsche Schule San Alberto Magno (DSSAM)), das Colegio Alemán in San Sebastián, ist eine Deutsche Auslandsschule im spanischen Baskenland.

## Geschichte

### Die Gründungsphase (1921–1933)
Die Deutsche Schule wurde am 15. Februar 1921 mit zunächst 18 Kindern vom deutschen Schulverein San Sebastián eröffnet, dem unter anderem der deutsche Konsul L. Lewin sowie die Herren W. Koch, G. Flamme, K. Sauer, F. Schulte, J. Michaelis, W. Niessen und M. Zielinski angehörten. Die Schule, bestehend aus Kindergarten und Grundschule, finanzierte sich durch Schulgelder und Gelder von deutschen Firmen wie Siemens sowie des Auswärtigen Amtes.
Im Mai 1928 zog die Schule in die Villa Maria in der Calle Nueva um.
Als zu Beginn des Schuljahres 1928/1929 die neuen Lehrkräfte nicht rechtzeitig aus Deutschland eintrafen, unterrichteten vorübergehend Frau Lewin aus Bilbao und die Reichstagsabgeordnete Frau Oberstudiendirektorin Dr. Matz. Als sich am 8. Juni 1929 der deutsche Außenminister Stresemann in San Sebastián aufhielt, überreichten Schülerinnen Frau Stresemann einen Blumenstrauss, zu dieser Zeit hatte die Schule 31 Schüler.

### Die Zeit des Nationalsozialismus (1933–1945)
Nachdem 1933 die Nationalsozialisten die Macht ergriffen, versuchten sie auch die deutschen Auslandsschulen zu beeinflussen, was ihnen teilweise gelang. So stellten sie der Deutschen Schule in San Sebastián unter anderem einen Filmapparat zur Verfügung. Allerdings lehnte der Verband der deutschen Lehrer in Spanien und Portugal die Bildung einer Hitlerjugend an den Schulen ab.
Der spanische Bürgerkrieg unterbrach ab Mitte Juli den Schulbetrieb, welcher erst am 25. Januar 1937 wieder aufgenommen wurde. Viele deutsche und deutschsprachige Familien flohen aus den umkämpften Städten Madrid und Barcelona ins “sichere” San Sebastián, welches Ende 1936 von den mit Nazideutschland verbündeten Francorebellen erobert worden war.
Die aus diesem Grund von 55 (1936) auf 237 (1937) gestiegene Schülerzahl ermöglichte die Einrichtung einer Sekundarstufe sowie 1939 das Abitur.
Während des Zweiten Weltkrieges wurden viele Lehrer weitgehend von der Schule ab- und in die Wehrmacht eingezogen. Für 1944 werden 144 Schüler erwähnt. Während der letzten Kriegsmonate riss der Kontakt zwischen Deutschland und der Schule ab, “Jetzt fehlten die sonst üblichen Anrufe aus Madrid, die Anordnungen von Partei und Konsulat”, und am 9. Mai 1945 schloss der französische Konsul im Namen der siegreichen Alliierten die Deutsche Schule.

### Der Wiederaufbau (1945–1976)
Die meisten Lehrer unterrichteten zunächst von 1945 bis 1951 in Privathäusern weiter bzw. gaben Privatunterricht.
1951 wurde die Deutsche Schule mit 48 Schülern in einer Wohnung in der Straße Calle Zabaleta von San Sebastián offiziell neu gegründet. Erneut war der Träger ein Schulverein, unterstützt vom Auswärtigen Amt, und zunächst bestand sie aus einem Kindergarten und einer Grundschule.
Mit dem Wachsen der Schülerzahl – 1953 waren es 102, 1955 183 und 1957 bereits 326 – wurde nun auch die Sekundar- sowie Oberstufe eingeführt, und weitere Räume angemietet (zwischen 1951 und 1957 die Villen Atzendenexe, Begoña und Paquita, 1960 die Villa Urdintxu, 1968 die Villa Hannelore). 1957 schenkte die Bundesrepublik der Deutschen Schule einen Schulbus.
1964 wurde die Schule mit mittlerweile 410 Schülern offiziell vom spanischen Staat anerkannt, seit 1968/1969 gilt sie als “colegio reconocido”. Für 1970 werden 466 Schüler erwähnt. Für einige Jahre galt die Deutsche Schule auch als “Deutsche Schule mit Abschlussprüfung”.
Seit 1964 gab es zunächst unregelmäßige (1961 und 1962 Schullandheim Niederlützingen am Rhein, 1964 in Trier, 1967 und 1969 in Mölln) Schülerauslandsaufenthalte.

### Die Schule ab 1976
1976 wurden mit dem Schulneubau (am aktuellen Standort an der Strasse Oriamendi) die verstreuten Klassenzimmer in einem Gebäudekomplex vereinigt, und zuletzt 2014 reformiert.
Seit 1998 finden regelmäßig Schüleraustausche statt (z. B. mit der Integrierten Gesamtschule in Osterholz-Scharmbeck (bei Bremen) bis 2013, und seit 2014 mit der Elly-Heuss-Schule in Wiesbaden sowie der Grundschule Hürth).

### Schulleiter
- 1921–1925: Klein-Schönnefeld
- 1925–1928: Lapper-Georg
- 1928–1929: Georg Janocha
- 1929–1934: Otto Stadelmann
- 1935–1940: Leonard Kreukler
- 1940–1945: Dr. Erhard Richter
- 1945–1951: Schule geschlossen
- 1951–1953: Hans Schimsheimer
- 1953–1954: Ummo Tonner
- 1954–1962: Wendelin Bernecker
- 1962–1965: Paul Heinemann
- 1965–1969: Félix Bayer
- 1969–1979: Dr. Heinrich Brück
- 1979–1989: Dr. Scholz
- 1990–1993: Dr. Bodo Assert
- 1994–1997: Berthold Feige
- 1997–2000: Christiane Kollek-Fried
- 2001–2002: Ruth Cerrillo
- 2002–2009: Wolfgang Schubert
- 2009–2012: Christina Scharfenberg
- 2012–2014: Kommissarisch Ruth Cerrillo (Leiterin der Sekundar- und Oberstufe), Myriam Bernard (Leiterin des Kindergartens und der Primarstufe) und Eider Illarramendi (Verwaltungsleiterin)
- 2014–2015: Doris Trettin
- 2015–2016: Javier Pargada
- 2017–2023: Marise García
- 2024: Juan Martorell

## Leitbild
Seit Beginn der Schulentwicklung in den Jahren 2003 / 2004 hat die Deutsche Schule an ihrem Leitbild gearbeitet.
Die Deutsche Schule drückt mit ihrem Leitbild aus, wie sie sich in ihrer besonderen Stellung als deutsche und baskische Schule versteht.

## Schulorgane
Die Schulgemeinschaft der Deutschen Schule San Alberto Magno setzt sich aus verschiedenen Organen zusammen, deren gemeinsames Ziel die optimale Entwicklung der schulischen Aktivitäten darstellt.
Die Deutsche Schule San Alberto Magno S. Coop ist der Schulträger der Bildungseinrichtung Deutsche Schule San Alberto Magno, und als solche kümmert sie sich um die Leitung aller schulischen sowie außerschulischen Aktivitäten, die mit ihr zusammenhängen. Die Eltern der Schüler werden automatisch zu Mitgliedern der Kooperative und können damit an der Leitung und der zukünftigen Entwicklung der Schule teilhaben.
Die Asociación de Madres y Padres de Alumnas y Alumnos (AMPA) ist die Elternvereinigung bzw. der Schulelternrat. Alle Eltern der Schule sind Mitglieder des Vereins. Die AMPA vertritt die besonderen Interessen der Familien und arbeitet mit der Schulleitung sowie dem Schulbeirat im Sinne der Optimierung des schulischen Lebens zusammen. Darüber hinaus organisiert der Verein verschiedene weitere Aktivitäten für alle Familien, sowohl für die Eltern als auch für die Schüler.

## Bildungsetappen
Das Bildungsprogramm der Deutschen Schule umfasst 4 Jahre Vorschulerziehung, alle Stufen der gesetzlichen Schulpflicht (Grund- und Mittelstufe), sowie zwei Jahre einer freiwilligen Oberstufe (Bachillerato / spanisches Abitur). Die Schule deckt auf diese Weise die Ausbildung der Kinder und Jugendlichen von ihrem 2. bis zu ihrem 18. Lebensjahr im Laufe von 16 Schuljahren ab.

### Kindergarten
Bereits in dieser Etappe sieht die Struktur des Lehrplans der verschiedenen Kindergartengruppen vor, die unterschiedlichen Arbeitsbereiche in einem mehrsprachigen Rahmen zu entwickeln. Der Kindergarten unterscheidet den Anfangszyklus mit zwei Klassen von Zweijährigen sowie einen weiterführenden Zyklus mit 6 Gruppen von drei-, vier- und fünfjährigen Kindern.

### Grundschule
Im Laufe der verschiedenen Grundschulklassen bietet die Schule folgendes Lehrprogramm: Die Kinder erhalten eine schulische Ausbildung, bei der sie sich geeignete Arbeitstechniken, die Fähigkeit zu vernetztem Denken sowie soziale und persönliche Kompetenzen aneignen. Dies alles findet in einem mehrsprachigen Rahmen statt; die genaue Aufteilung kann im Sprachenplan und der Stundenverteilung jeder Klasse eingesehen werden.

### Obligatorische Sekundarstufe
Die Mittelstufe beziehungsweise Sekundarstufe bezieht sich auf die obligatorische Grundbildung, die der Gesetzgeber fordert und die für alle Schüler gilt, sobald sie die Grundschule beendet haben. Die Sekundarstufe ist untergliedert in 4 Schuljahre. Obgleich die Schüler gewöhnlich in dieser Bildungsphase zwischen 12 und 16 Jahren alt sind, ist es doch ebenfalls möglich, ein Jahr länger in jedem Schuljahr und somit bis zum 18. Lebensjahr an der Schule zu bleiben.
Sofern alle Fächer bestanden wurden, erhalten die Schüler den Grad der Mittleren Reife (título de Graduado en Educación Secundaria), mit dem sie Zugang zur Oberstufe und zu speziellen Ausbildungsgängen im mittleren Bereich (Ciclos Formativos de Grado Medio) erhalten.

### Oberstufe/Abiturjahrgänge
Das spanische Bachillerato ist ein optionaler Bildungsgang, der nach der gesetzlichen Sekundarstufe erfolgt und daher freiwilligen Charakter hat. Voraussetzung für diese Bildungsphase ist allerdings der Grad der mittleren Reife. Die Oberstufe umfasst zwei Schuljahre, und die Schüler beenden sie im Regelfall mit 17 bzw. 18 Jahren.
Am Ende erhalten die Schüler das spanische Abitur („Bachiller“), mit dem sie Zugang zur Universität und zu höheren Ausbildungszweigen haben.